# 才木玲佳
才木 玲佳（さいき れいか、1992年〈平成4年〉5月19日 - ）は、埼玉県出身の日本の女優、元ボディビルダー、元アイドル、元プロレスラーである。かつてはアイドルグループ「Cheer♡1」、「DEADLIFT LOLITA」の一員で活動していた。芸能事務所ワンエイトプロモーション所属（2024年10月まで）を経てフリー。慶應義塾大学文学部人間科学専攻卒業。

## 略歴
2014年12月27日に、WRESTLE-1とK-1GYM総本部がGENスポーツパレスで共催した「K-1GYM総本部&WRESTLE-1主催 GENスポーツパレス餅つき大会&ファン感謝祭」で、WRESTLE-1オフィシャルサポーター「Cheer♡1」の「現役慶応女子大生」新メンバーとして発表された。
2015年3月10日に、格闘技大会「Krush」のラウンドガールである新生Krushガールズに選抜された。新生Krushガールズの3人は共に「Cheer♡1」メンバーである。
2015年7月1日から、bayfmサマーキャンペーンレポーターを務めた。
6月21日にアマチュア格闘技大会「第6回 K-1チャレンジ2015」にゲスト出演し、8月に催される「第1回 K-1チャレンジ全日本大会」へ選手として出場すると表明し、「最初はダイエット目的でキックを始めたのですが、KrushガールズになってKrushにのめり込み、自分もファイターとしてリングに立ちたいと思うようになりました」とデビューの理由を語る。15日にデビュー戦として、「第1回K-1チャレンジ全日本大会」Cクラス女子50キロ以下級で園山実里（ハイブリッドテコンドー昇龍）と対戦し、フルラウンドを戦うも1-2で判定負けした。肉体改造で得た右腕から出すフックを得意技とする。
10月に、WRESTLE-1が設立したプロレス専門学校プロレス総合学院に一期生として入学し、半年で卒業してプロデビューを目指す。2015年4月からサポート校のBLEA女子高等部で、国語と日本史の講師を務める。
12月18日にKrushのラウンドガールを卒業するもKrushガールズは継続する。

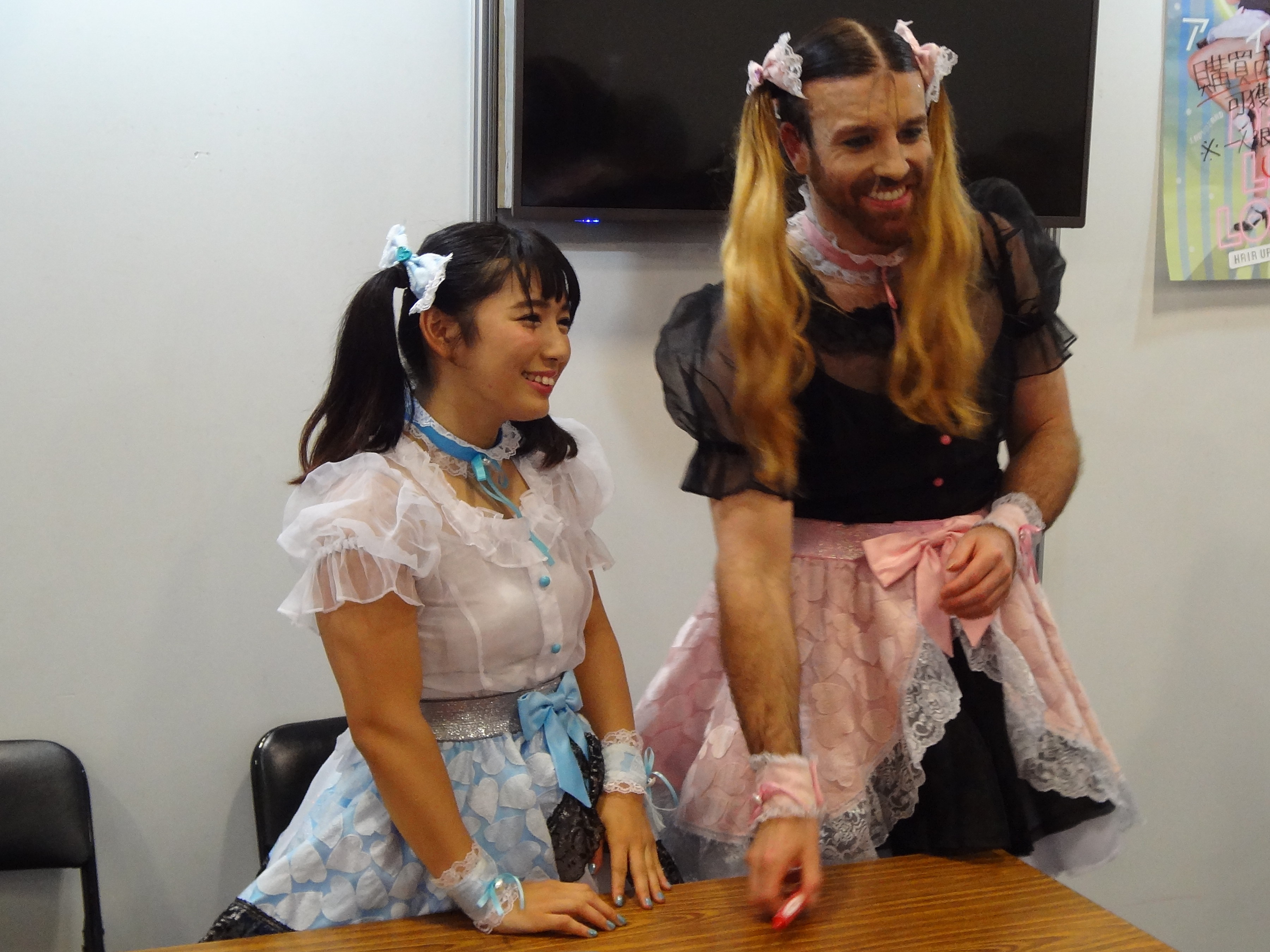
Deadlift Lolita（2017年）

2017年2月に、レディビアードと新ユニットのDEADLIFT LOLITA を結成すると発表する。4月から毎月1回、東京ビジュアルアーツと提携して主催ライブを実施する。
2018年11月8日に、2019年3月でCheer♡1を卒業してプロレスに専念すると発表した。
2019年8月29日の試合で右側下顎角部骨折と診察されて以降プロレス業は休業し、芸能活動に重きを置いていたが、2022年3月26日にプロレス引退と筋肉の卒業を発表。プロレスに関しては同年5月3日東京女子プロレス後楽園ホール大会で引退式を行う。また筋肉卒業は女優業をするにあたり、イメージに縛られず進みたいという意味であるという。
2024年10月31日をもって所属事務所・ワンエイトプロモーションを退所。11月2日、一般男性との結婚を報告した。
2025年4月28日、子宮筋腫が見つかり入院して手術を受けたことを公表した。

## 人物
Cheer♡1で黄色を担当する。
3人兄弟の中間子（兄と弟がいる）。
身長は公称で150センチメートルだが、才木はインタビューで「150cm無いくらいなんです」と答えるほど小柄で、Cheer♡1でセンター位置にいることが多い。「体の小ささを感じさせないくらい他の人よりも大きく動いたり、ずっと笑顔でいたり、存在感を出せるように頑張っていきたいと思います！」とダンスパフォーマンスで相当の運動量を見せている。
筋肉トレーニングを趣味として、格闘家としてデビューする以前から「筋肉担当」を自称していた。2015年夏から本格的に鍛え始めて「唯一無二の筋肉少女」を目指している。
大学受験では、慶應義塾大学（経済学部・商学部・文学部）、上智大学（外国語学部・文学部）、早稲田大学（文化構想学部）、明治大学を受験し、すべて合格し慶應義塾大学文学部を卒業した。
漢字検定準1級、世界遺産検定2級で、世界遺産のヴィエリチカ岩塩坑へ行ってみたいと語る。
幼少の頃からやんちゃで活発だったが、小学生時代はまだアイドル願望が無く、プロレスは存在すら知らなかった。
中学・高校時代はサッカー部に入りたかったが、女子サッカー部がなかったため帰宅部であった。
大学で「反実仮想」を主題に卒業論文をまとめた。
「筋肉担当！ 元気！ やる気！ 才木玲佳です。」をキャッチフレーズとしている。
事務所加入前の2014年5月から11月まで、フリーのタレントとしてアイドルライブのMCや板野友美のミュージックビデオに出演した。芸能界で活躍したい思いから、一般企業へ就職せずCheer♡1に応募した。
2015年に「第1回 K-1チャレンジ全日本大会」の出場表明会見で、上腕二頭筋の力こぶを現すと人々の注目を集めたことから自分の筋肉を意識した。
TOKYOプリンセス・オブ・プリンセス王座の試合で勝利するごとに試合コスチュームの腰に星を増やしている。

## プロレス
2016年
- 3月30日、東京・WRESTLE-1道場での「プロレス総合学院1期生卒業試合」での木村花戦でプロレスデビュー。デビュー戦を白星で飾った[29][30]。
- 4月24日、WRESTLE-1春日部ふれあいキューブ大会にて第二戦、デビュー戦と同じく木村と対戦するも鎌固めに敗れる[31]。
- 5月15日、WRESTLE-1千葉Blue Field大会にて三度木村と対戦、キャメルクラッチで勝利[32]。
- 5月26日、東京女子プロレスにレギュラー参戦することが発表される[33]。
- 6月15日、東京女子プロレスCoconeriホール大会にて滝川あずさと対戦しキャメルクラッチで勝利[34]。
- 7月9日、東京女子プロレス春日部ふれあいキューブ大会にて滝川あずさとタッグでKANNA＆中島翔子と対戦。滝川がKANNAに敗れる[35]。

2017年
- 3月12日、東京女子プロレスCoconeriホールにて優宇の保持するTOKYOプリンセス・オブ・プリンセス王座 に挑戦するもラストライドに敗北。フリー参戦選手の同王座への挑戦は初となった。[36]。
- 7月30日、東京女子プロレス新宿FACE大会にて第4回東京プリンセスカップ優勝。決勝戦の対戦相手は坂崎ユカ。団体外選手で初優勝となる。[37]。
- 8月26日、東京女子プロレス後楽園ホール大会にて坂崎ユカの保持するTOKYOプリンセス・オブ・プリンセス王座に挑戦しジャックハマーで勝利。団体外選手で初戴冠となる[38]。この試合を印象に残った試合として挙げている。
- 9月30日、東京女子プロレス大阪市都島区民センターにてTOKYOプリンセス・オブ・プリンセス王座防衛戦。挑戦者瑞希と激闘の末、シャイニング・ウィザードを連発し最後はジャックハマーを決め初防衛に成功した。

2018年
- 1月4日、東京女子プロレス後楽園ホール大会にて、山下実優に負け王座陥落。
- 5月3日、東京女子プロレス後楽園ホール大会にて、NEO美威獅鬼軍に小橋マリカと挑戦し、第3代TOKYOプリンセスタッグ王者になった。
- 8月25日、magical sugar rabbits（瑞希&坂崎ユカ）と対戦し、TOKYOプリンセスタッグ王座防衛に失敗。

2019年
- 1月26日、東京女子プロレス板橋区立グリーンホール大会にてTOKYOプリンセスタッグ王座次期挑戦者決定戦を行い、小橋マリカとのタッグにより万喜なつみ&乃蒼ヒカリと対戦。13分47秒にフロント・ネックロックで小橋が乃蒼をフォールして勝利[39]。
- 2月13日、WRESTLE-1後楽園ホール大会にて、Cheer1を卒業し、W-1所属となる事が発表。8月14日には安納サオリを破り、AWGシングル王座を奪取する。
- 9月、試合中に顎を骨折、右側下顎角部骨折と診断され長期欠場となる。王座も9月18日付けで返上した[40]。

2020年
- 4月1日、WRESTLE-1最終興行にセコンドで参加。バトルロイヤルにて出場選手にかり出されサプライズ出場した。以降、ケガの完治のため芸能活動を優先に活動。

2022年
- 3月26日、タレントに加え女優業にも力を入れるため、ボディビル並びにプロレスラーを正式に引退することを発表。顎の骨折は完治していることも明らかにした[41]。
- 5月3日、東京女子プロレス後楽園ホール大会にて、Cheer♡1時代の後輩でもある遠藤有栖との3分エキシビションマッチを最後にプロレスラーを引退。

## 得意技
ジャックハマー
タワーブリッジ
キャメルクラッチ
シャイニングウィザード
ドロップキック
ミサイルキック
エルボー

## タイトル歴
東京女子プロレス
- TOKYOプリンセス・オブ・プリンセス王座（第4代）
- TOKYOプリンセスタッグ王座（第3代）（パートナーは小橋マリカ）
- 東京プリンセスカップ優勝（2017年）

Actwres girl'Z
- AWGシングル王座（第2代）

## 入場テーマ曲
- Ready Go!!!!! / Cheer♡1
- I Love It / Icona Pop

## 格闘技戦績

### アマチュアキックボクシング
| 勝敗 | 対戦相手 | 試合結果       | 大会名 | 開催年月日    |
| ×    | 園山実里 | 1R終了 判定1-2 | K-1甲子園2015 ～高校生日本一決定トーナメント～ & 第1回K-1チャレンジ全日本大会 ～アマチュア日本一決定オープントーナメント～ 【K-1チャレンジ】 | 2015年8月15日 |
| △    | 若林弥由 | 1R終了 判定0-0 | 第9回K-1アマチュア | 2016年2月14日 |

## 出演

### テレビ
- 「ディープガール」（フジテレビ、2014年8月22日）
- 「有吉反省会」（日本テレビ、2016年1月23日）- アイドルなのにムキムキ
- 「お願い!ランキング」（テレビ朝日、2016年2月25日）
- 「モヤモヤさまぁ～ず2」（テレビ東京、2016年4月10日）
- 「ガールズチャンピオンボウリング2016」（フジテレビONE、2016年5月17日）
- 「朝生ワイド す・またん！」（読売テレビ、2016年5月20日）
- 「指原カイワイズ」（フジテレビ、2016年5月26日）- 最近〇〇カワイイで話題の人
- 「Girls Happy Style」（テレビ埼玉、2016年6月18日）
- 「くりぃむVS林修!クイズサバイバー」（テレビ朝日、2016年6月29日）
- 「SASUKE2016 ナビ番組」（TBS、2016年7月2日）
- 「クイズプレゼンバラエティー Qさま!!」（テレビ朝日、2016年7月4日 - ）
- 「ピラミッドダービー2時間半スペシャル」（TBS、2016年7月31日）
- 「オトナ養成所 バナナスクール」（東海テレビ、2016年8月30日）
- 「わざわざ言うテレビ」（テレビ大阪、2016年8月23日）
- 「ダウンタウンDX」（日本テレビ、2016年9月15日）
- 「オタ恋」（2016年10月1日 - 8日、BS朝日）
- 「白熱ライブ ビビット」（TBS、2016年11月7日）
- 「探して！集めて！有田コレクション　ザ・ソロエル」（テレビ朝日、2017年3月4日）
- 「KUNOICHI」（TBS、2018年7月1日）
- 「焼肉プロレス」（テレビ大阪、2019年7月4日 - 9月19日）- 有栖 役
- 「魅力まるごと いまドキッ!埼玉」（テレビ埼玉、2020年4月11日 - ）リポーター
- 「仮面ライダーセイバー」（テレビ朝日、2020年9月27日） - 戦う妖精さん 役
- 「ザ・タイムショック2020」（テレビ朝日、2020年10月7日）
- 「変幻自在スクイーズ」（日本テレビ、2021年5月16日）- マネージャー 役
- 「インテリ＆マッスル頂上決戦〜パーフェクトワン〜」（フジテレビ、2021年11月27日） 優勝

### ラジオ
- 「福井謙二グッモニ」（文化放送、2016年4月12日）
- 「志の輔ラジオ 落語DEデート」（文化放送、2016年8月7日）
- 「伊集院光とらじおと」（TBSラジオ、2017年1月24日-）- リポーター・不定期出演

### ウェブテレビ
- ぶらり路上プロレス（2017年1月 - 、#09 - 10、Amazonプライム・ビデオ） - 旅人
- DDT VS サイバーエージェント 路上プロレス-男色死亡遊戯-（2017年12月21日、AbemaTV）[42]
- スピードワゴンの月曜The NIGHT（2019年12月3日[43][44]、AbemaTV）

### 雑誌
- 「週刊プレイボーイ」（集英社）2016年No.15[45]
- 「ヤングチャンピオン烈」（秋田書店）2016年No.5
- 「アツ姫」（Spring Has Come）2016年5月29日発売号
- 「週刊ザテレビジョン」（KADOKAWA）2016年26号
- 「Tarzan」（マガジンハウス）2016年700号
- 「月刊キスカ」（竹書房）2016年9月号[46] - リバーシブル表紙グラビア
- 「ドカント」（デジタルスタイル）2016年9月号
- 「実話BUNKAタブー」（コアマガジン）9月号
- 「週刊SPA!」（扶桑社） 2020年8月11日・18日合併特大号

### イベント
- 「ワールドフードフェア」（2016年5月8日）
- 「SUPER FORMULA 第5戦 岡山国際サーキット」（2016年9月10日）
- 「吉田豪 大生誕祭!!」（2016年9月12日）

### 広告
- J SPORTSオンデマンド1周年記念「6パックキャンペーン」（2016年7月）
- WebCM「モンスターハンター×ブライダルフェア」（2017年8月 - ）[47]
- 北斗建設（武藤敬司と共演）

### ゲーム
- MMORPG『ICARUS ONLINE』シャリング広報大使 2016年9月

### MV
- 紗倉ひびき（ファイルーズあい）、街雄鳴造（石川界人）「お願いマッスル」（2019年） - 女子高生 役

## 作品

### イメージビデオ
- 「マッスルエンジェル」（2016年08月26日、竹書房）[48][49][50]
- 「ムキカワ」（2017年03月17日、イーネットフロンティア）

### CD
- Cheer♡1「Ready Go!!!!!（才木玲佳入場曲）」（2017年10月、WALK）